# جوفري اشيمبونغ
جوفري اشيمبونغ (بالإنجليزية: Geoffrey Acheampong)‏ (28 يناير 1997 في غانا - ) هو لاعب كرة قدم غاني في مركز الوسط. لعب مع نادي باستيا.

## روابط خارجية
- جوفري اشيمبونغ على موقع قاعدة بيانات كرة القدم.إي يو (الإنجليزية)
- جوفري اشيمبونغ على موقع Soccerbase.com (لاعب) (الإنجليزية)
- جوفري اشيمبونغ على موقع Soccerway.com (الإنجليزية)
- جوفري اشيمبونغ على موقع AS.com (الإسبانية)